# Carlos Miguel FitzJames Stuart, XIV duca d'Alba
Carlos Miguel Felipe Maria Fitz-James Stuart y Fernández de Híjar-Silva, VII duca di Berwick e XIV duca d'Alba (Madrid, 19 maggio 1794 – Sion, 7 ottobre 1835), è stato un nobile spagnolo.

## Biografia

### Infanzia
Carlos Miguel FitzJames Stuart era figlio di Jacobo FitzJames Stuart, V duca di Berwick e Maria Teresa de Silva y Palafox, figlia di Pedro Fernandez de Silva, X duca di Hìjar. Nato qualche giorno dopo la prematura morte del padre, ricevette prima il titolo di duca di Berwick, ereditando quello di duca d'Alba nel 1802.
Da parte di padre discendeva da una branca della casa degli Stuart, essendo un suo avo, James FitzJames, I duca di Berwick, il figlio illegittimo di Giacomo II d'Inghilterra e Arabella Churchill, sorella del Duca di Marlborough. Il primo Duca di Berwick era stato esiliato dopo la Gloriosa Rivoluzione e aveva prestato servizio nell'esercito francese e in quello spagnolo; ricevette da Elisabetta Farnese alcuni terreni e morì durante una battaglia colpito da una palla di cannone.

### Matrimonio
Sposò la siciliana Rosalia Ventimiglia (1798-1868), dei Principi di Grammonte, dalla quale ebbe tre figli:

### Duca di Berwick e Alba
In seguito alla prematura del fratello maggiore, Jacobo VI, duca di Berwick, ereditò immediatamente il titolo ducale cui aggiunse nel 1802 quello di Duca d'Alba ereditandola da una sua lontana parente, Maria Teresa Cayetana de Silva. Insieme al titolo di Duca d'Alba, ereditò quello di Grande di Spagna e dieci titoli comitali.

### Morte
Il Duca di Berwick e Alba morì il 7 ottobre 1835 a Sion, Svizzera.

## Discendenza
Carlos Miguel e Rosalia Ventimiglia ebbero tre figli:
- Jacobo Eduardo, XV duca d'Alba e VIII duca di Berwick
- Enrique Bernardo (5 ottobre 1826 - 28 aprile 1882), conte di Galve
- Luis Fernando

## Ascendenza
|                                                                  |                                                               |                                                                        | Genitori                                                           |  |  | Nonni |  |  | Bisnonni                             |  |  | Trisnonni                           |  |
|                                                                  |                                                               |                                                                        |                                                                    |  |  |       |  |  | James FitzJames, III duca di Berwick |  |  | James FitzJames, II duca di Berwick |  |
|                                                                  |                                                               |                                                                        |                                                                    |  |  |       |  |  | James FitzJames, III duca di Berwick |  |  | James FitzJames, II duca di Berwick |  |
|                                                                  |                                                               | Catalina Ventura Colón de Portugal, IX duchessa di Veragua             |                                                                    |  |  |       |  |  | James FitzJames, III duca di Berwick |  |  |                                     |  |
| Carlos FitzJames Stuart, IV duca di Berwick                      |                                                               |                                                                        |                                                                    |  |  |       |  |  | James FitzJames, III duca di Berwick |  |  |                                     |  |
|                                                                  |                                                               | María Teresa de Silva y Álvarez de Toledo                              | Manuel María de Silva y Mendoza, X conte di Galve                  |  |  |       |  |  |                                      |  |  |                                     |  |
|                                                                  |                                                               | María Teresa de Silva y Álvarez de Toledo                              | Manuel María de Silva y Mendoza, X conte di Galve                  |  |  |       |  |  |                                      |  |  |                                     |  |
|                                                                  |                                                               | María Teresa de Silva y Álvarez de Toledo                              | María Teresa Álvarez de Toledo, XI duchessa d'Alba                 |  |  |       |  |  |                                      |  |  |                                     |  |
| Jacobo FitzJames Stuart, V duca di Berwick                       |                                                               | María Teresa de Silva y Álvarez de Toledo                              |                                                                    |  |  |       |  |  |                                      |  |  |                                     |  |
|                                                                  |                                                               | Gustavo Adolfo de Stolberg-Gedern                                      | Federico Carlos, principe di Stolberg-Gedern                       |  |  |       |  |  |                                      |  |  |                                     |  |
|                                                                  |                                                               | Gustavo Adolfo de Stolberg-Gedern                                      | Federico Carlos, principe di Stolberg-Gedern                       |  |  |       |  |  |                                      |  |  |                                     |  |
|                                                                  |                                                               | Gustavo Adolfo de Stolberg-Gedern                                      | Luisa de Nassau-Saarbrücken                                        |  |  |       |  |  |                                      |  |  |                                     |  |
| Carolina de Stolberg-Gedern                                      |                                                               | Gustavo Adolfo de Stolberg-Gedern                                      |                                                                    |  |  |       |  |  |                                      |  |  |                                     |  |
|                                                                  |                                                               | Isabel de Hornes                                                       | Maximiliano Manuel, principe di Hornes                             |  |  |       |  |  |                                      |  |  |                                     |  |
|                                                                  |                                                               | Isabel de Hornes                                                       | Maximiliano Manuel, principe di Hornes                             |  |  |       |  |  |                                      |  |  |                                     |  |
|                                                                  |                                                               | Isabel de Hornes                                                       | María Teresa Carlota Bruce                                         |  |  |       |  |  |                                      |  |  |                                     |  |
| Carlos Miguel FitzJames Stuart, XIV duca d'Alba                  |                                                               | Isabel de Hornes                                                       |                                                                    |  |  |       |  |  |                                      |  |  |                                     |  |
|                                                                  | Joaquín Diego de Silva Fernández de Híjar, VIII duca di Híjar | Isidro Fadrique Fernández de Hijar Portugal y Silva, VII duca di Hijar |                                                                    |  |  |       |  |  |                                      |  |  |                                     |  |
|                                                                  | Joaquín Diego de Silva Fernández de Híjar, VIII duca di Híjar | Isidro Fadrique Fernández de Hijar Portugal y Silva, VII duca di Hijar |                                                                    |  |  |       |  |  |                                      |  |  |                                     |  |
|                                                                  | Joaquín Diego de Silva Fernández de Híjar, VIII duca di Híjar | Luisa de Moncada y Benavides                                           |                                                                    |  |  |       |  |  |                                      |  |  |                                     |  |
| Pedro de Alcántara de Silva Fernández de Híjar, IX duca di Híjar | Joaquín Diego de Silva Fernández de Híjar, VIII duca di Híjar |                                                                        |                                                                    |  |  |       |  |  |                                      |  |  |                                     |  |
|                                                                  |                                                               | María Engracia Abarca de Bolea y Pons de Mendoza                       | Pedro de Alcántara Buenaventura Abarca de Bolea, IX conte d'Aranda |  |  |       |  |  |                                      |  |  |                                     |  |
|                                                                  |                                                               | María Engracia Abarca de Bolea y Pons de Mendoza                       | Pedro de Alcántara Buenaventura Abarca de Bolea, IX conte d'Aranda |  |  |       |  |  |                                      |  |  |                                     |  |
|                                                                  |                                                               | María Engracia Abarca de Bolea y Pons de Mendoza                       | Josefa Pons de Mendoza, II contessa di Robres                      |  |  |       |  |  |                                      |  |  |                                     |  |
| María Teresa de Silva-Fernández de Híjar y de Palafox            |                                                               | María Engracia Abarca de Bolea y Pons de Mendoza                       |                                                                    |  |  |       |  |  |                                      |  |  |                                     |  |
|                                                                  |                                                               | Joaquín Antonio de Palafox, VI marchese d'Ariza                        | Juan Antonio de Palafox, V marchese d'Ariza                        |  |  |       |  |  |                                      |  |  |                                     |  |
|                                                                  |                                                               | Joaquín Antonio de Palafox, VI marchese d'Ariza                        | Juan Antonio de Palafox, V marchese d'Ariza                        |  |  |       |  |  |                                      |  |  |                                     |  |
|                                                                  |                                                               | Joaquín Antonio de Palafox, VI marchese d'Ariza                        | Francesca Josefa Centurión, IV marchesa d'Armunia                  |  |  |       |  |  |                                      |  |  |                                     |  |
| Rafaela de Palafox y Croy                                        |                                                               | Joaquín Antonio de Palafox, VI marchese d'Ariza                        |                                                                    |  |  |       |  |  |                                      |  |  |                                     |  |
|                                                                  |                                                               | Mariana Carlota de Croy                                                | Juan Bautista de Croy, V duca di Havré                             |  |  |       |  |  |                                      |  |  |                                     |  |
|                                                                  |                                                               | Mariana Carlota de Croy                                                | Juan Bautista de Croy, V duca di Havré                             |  |  |       |  |  |                                      |  |  |                                     |  |
|                                                                  |                                                               | Mariana Carlota de Croy                                                | Mariana Lante Montefeltro della Rovere                             |  |  |       |  |  |                                      |  |  |                                     |  |
|                                                                  |                                                               | Mariana Carlota de Croy                                                |                                                                    |  |  |       |  |  |                                      |  |  |                                     |  |